# Paul Ruinart
Pour les articles homonymes, voir Ruinart.
Paul Ruinard dit Paul Ruinart, né le 28 octobre 1876 place Saint-Michel à Paris 5e et mort le 31 mai 1959 à Boissy-Saint-Léger, est un coureur cycliste français, directeur sportif du Vélo Club de Levallois et manager de l'équipe de France olympique de 1920 à 1936.

## Biographie
Paul Ruinard est le fils de Jean Hilaire Ruinard, commerçant de vins en gros, et de Léonie Million, issu d’une famille modeste d’origine champenoise.
De 1895 à 1904, Paul Ruinart est coureur cycliste, spécialiste de la piste à la même époque que Edmond Jacquelin, Paul Bourillon, J.B. Louvet, Édouard Nieuport et Paul Masson. Il termine 2ème du Grand Prix d’ouverture de vitesse au Vélodrome de la Seine, derrière Bourillon en avril 1897.
En 1909, il est impliqué dans l'« affaire Marix », dans laquelle on retrouve le capitaine Henri Marix, capitaine du conseil de guerre qui monnayait des exemptions et révisions pour les appelés du contingent et Antoine-Marius Sérès, le frère du coureur Georges Sérès. Il obtient un non-lieu,,.
En 1911, Paul Ruinart devient le directeur sportif du Vélo Club de Levallois. Sur le Tour de France 1911, il est le conseiller de l'équipe La Française.
En octobre 1912, il est directeur sportif de la maison Griffon.
En 1914, il crée le Premier pas du VCL, course organisée par le Vélo Club de Levallois, destinée aux débutants de la région parisienne, puis en 1923, l'organisation du Premier pas est confiée à Dunlop.

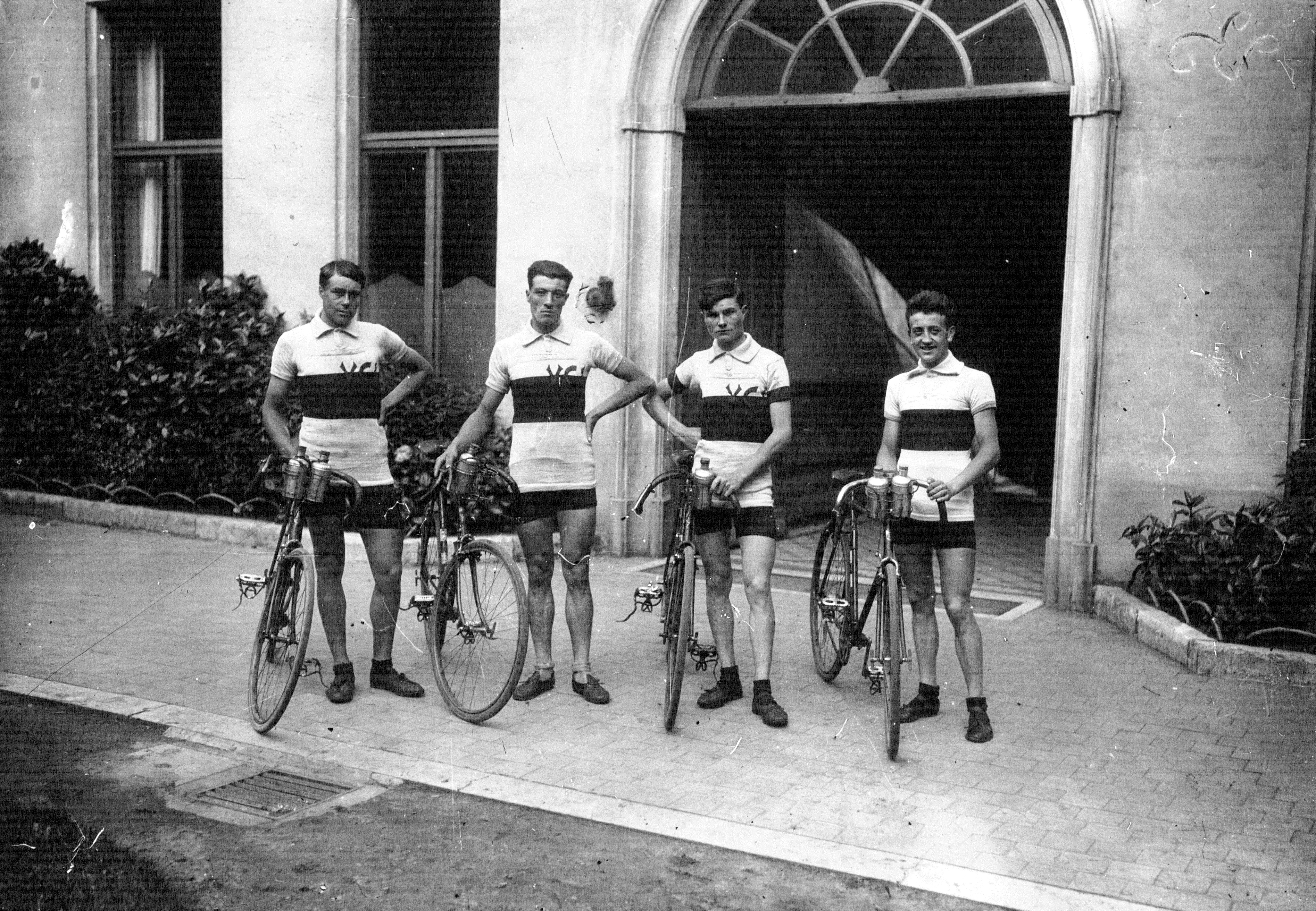
de gauche à droite Canteloube, Detreille, Souchard, Gobillot, France aux JO 1920

Aux JO de 1920 à Anvers, la première victoire française est remportée par l'équipe que Paul Ruinart a préparée : Fernand Canteloube, Georges Detreille, Achille Souchard et Marcel Gobillot, tous quatre du Vélo Club de Levallois.
En 1922, il est nommé manager général par l'U. V. F. en vue de la préparation des amateurs français, aux Jeux Olympiques de Paris en 1924, qui reviennent avec quatre médailles d’or et deux médailles de bronze.
Paul Ruinart crée le premier camp d’entraînement d'abord à Lyons-la-Forêt, puis à Dampierre, ensuite à Nanterre, au « presbytère » des Loges-en-Josas en 1924, pour la préparation olympique, où il reste jusqu'en 1932. Paul Ruinart a compris, le premier, tout le bénéfice qu'il y avait à tirer pour des cyclistes routiers en herbe, de la vie en commun, saine et campagnarde. Et comme ils possèdent, avec leur manager, les moyens techniques de progresser, ils réunissent tous les avantages. Le centre est ensuite installé au Christ de Saclay, pour finalement s’installer à La Celle-Saint-Cloud, au-dessus de Vaucresson, à l'orée des bois de Saint-Cucufa de fin 1933 à 1956,.
En 1925, Paul Ruinart fonde la maison de retraite des coureurs cyclistes.

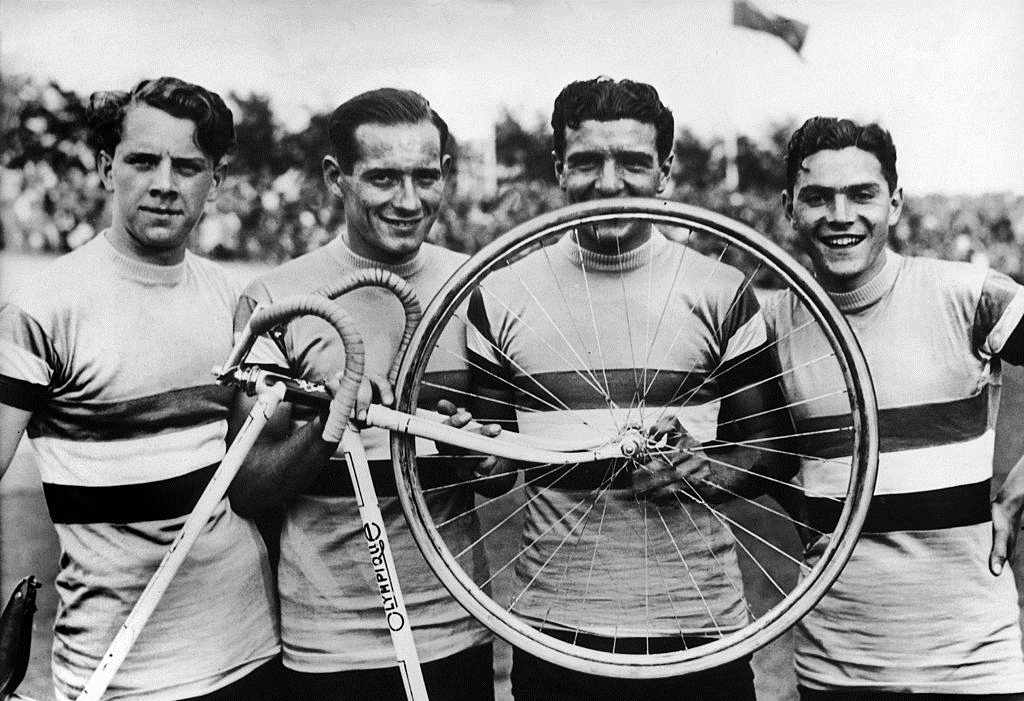
Robert Charpentier, Guy Lapébie, Jean Goujon, Roger Le Nizerhy, JO de 1936

Il est de nouveau le manager de l'équipe de France sur pour les JO de 1928 à Amsterdam,, 1932 à Los Angeles, et 1936 à Berlin, avec 3 victoires olympiques, dont celle de l’équipe victorieuse en poursuite composée de 4 coureurs du VCL.
En 1936, il s'oppose à l'UVF et critique ouvertement son fonctionnement. Pendant l'Occupation, Paul Ruinart continue l'entraînement de ses coureurs et ces derniers fréquentent le centre de La Celle Saint-Cloud afin de préparer les différentes courses cyclistes qui se déroulent en région parisienne et dans le reste de la France.
À la Libération, le VCL recrute de nouveaux éléments et Ruinart les prépare aux J.O de Londres en 1948. L’équipe olympique cycliste remportera la médaille d’or pour le quatuor de la poursuite par équipe sur 4000 mètres, appelée aussi équipe « A, B, C, D » (Pierre Adam, Serge Blusson, Charles Coste, Fernand Decanali).
Il meurt le 31 mai 1959 à Boissy-Saint-Léger. Ses cendres reposent au columbarium du Père-Lachaise (Division 87 - case cinéraire n°2263). Celles-ci ont depuis été transférées au cimetière de Levallois-Perret.

## Écrits
- « Comment j'ai formé des champions routiers », Très Sport,‎ avril 1926 (lire en ligne).

## Décorations
- Médaille d'Or de l'Éducation physique : 1932[19].
- Chevalier de la Légion d'honneur (1949)[20]